# Gary DeCramer
Gary Michael DeCramer (* 13. September 1944 in Marshall, Lyon County, Minnesota; † 7. März 2012 in Morris, Minnesota) war ein US-amerikanischer Hochschullehrer und Politiker der Minnesota Democratic-Farmer-Labor Party (DFL), der zwischen 1983 und 1993 Mitglied des Senats von Minnesota war.

## Leben
Nach dem Schulbesuch studierte DeCramer am Secondary College of St. Thomas Anglistik und beendete dieses Studium mit einem Bachelor of Arts (B.A. English). Ein späteres postgraduales Studium im Fach Anglistik an der University of Oklahoma schloss er mit einem Master of Arts (M.A. English) ab. Danach war DeCramer, der zeitweise auch ein Priesterseminar besuchte, als Lehrer tätig.
Er wurde 1983 erstmals als Mitglied in den Senat von Minnesota gewählt und vertrat dort für drei Legislaturperioden bis 1993 den 27. Senatswahlbezirk. Während seiner zehnjährigen Senatszugehörigkeit befasste er sich vor allem mit den Themen Landwirtschaft, Bildung, Verkehr und Planung und war unter anderem von 1991 bis 1992 Vorsitzender des Senatsausschusses für Verkehr (Senate Transportation Committee).
Nach seinem Ausscheiden aus dem Senat war er Direktor der Zweigstelle des US-Landwirtschaftsministeriums für ländliche Entwicklung (USDA Rural Development) in Minnesota sowie Interimspräsident der heutigen Southwest Minnesota State University in Marshall. Zuletzt war er mehrere Jahre war er Direktor der Humphrey School of Public Affairs der University of Minnesota, die ein Studienprogramm im Fach Verwaltungswissenschaften anbot, das mit einem Master of Arts (M.A. Public Affairs) abschloss.